# Sotíras
Sotíras (en grec moderne : Σωτήρας), est un village du dème du Magne-Oriental, dans le district régional de Laconie, en Grèce.
Le village, qui s'appelait originellement Kouskoúni (Κουσκούνι), a été rebaptisé le 10 octobre 1955.

## Géographie
Sotíras appartient à la communauté locale d'Areópoli au sud-est du Magne. Le village de Sotíras est situé au pied du mont Makrylákkoma (1024 m) à 2 km à l'est d'Areópoli.